# Билиг, Герхард
Герхард Билиг (нем. Gerhard Bielig; 28 апреля 1916, Берлин — 29 сентября 2004, Нойс) — немецкий инженер-подводник, капитан-лейтенант (1 октября 1941 года). Кавалер Рыцарского креста Железного креста.

## Биография
Службу на флоте начал 26 сентября 1934 года кадетом. 1 апреля 1937 года произведен в лейтенанты и в октябре 1937 года переведен в подводный флот инженером.

## Вторая мировая война
С января 1938 по март 1940 года являлся главный инженером подлодки U-20 (Мёле), совершил на ней 8 походов, проведя в море в общей сложности 101 сутки.
С июля 1940 по декабрь 1941 года главный инженер подлодки U-103 (Шютце), 5 походов, 253 суток в море, а с марта 1942 по октябрь 1943 года — подлодки U-177 (Гизе), 2 похода, 310 суток в море.
10 февраля 1943 года награждён Рыцарским крестом Железного креста. После того как лодка получила тяжелые повреждения от сброшенных противником глубинных бомб, в октябре 1943 года Билиг назначен инструктором во 2-ю подводную учебную дивизию, а в декабре 1944 года переведен в техническую учебную группу.